# Volkswagen Golf 2
Volkswagen Golf II — друге покоління автомобіля компактного класу Volkswagen Golf, що випускалося концерном Volkswagen з 1983 по 1992 рр. Всього було збудовано 6.301.000 екземплярів Golf II усіх модифікацій.

## Опис моделі
У вересні 1983 року на автосалоні у Франкфурті відвідувачі стенда Volkswagen могли вживу подивитися на наступника Golf. І вже тоді німці позначили дизайнерську концепцію Гольфа, якої вони дотримуються і досі — ніяких революційних змін, тільки еволюція. Довжина збільшилася на 300 мм, ширина на 55 мм, салон став просторішим і комфортабельним. Досконаліша форма кузова знизила коефіцієнт повітряного опору з 0,42 у колишньої моделі до 0,34. Пропонувався набір бензинових і дизельних двигунів від 1,3 до 1,8 л потужністю від 50 до 90 к.с., коробки передач ступінчасті механічно і автомат.
Volkswagen Golf другого покоління був найпродаванішим автомобілем Європи. З 1983-го по 1991 роки цю машину вибрали 6,3 мільйона покупців. Випускався він не тільки на заводах Німеччини, а й у Франції, Нідерландах, Великій Британії, Іспанії, Австрії, Швейцарії, Фінляндії, Японії та США.
Golf II покоління мав багато модифікацій: в 1984 р. з'являється трьохоб'ємний седан Jetta II.
Починаючи з вересня 1983 року Golf II виробляли з карбюратором Pierburg / Solex, але вже в січні 1984 року з'явилася модифікація GTI з інжекторним двигуном. На двигуни об'ємом 1.8 літра встановлювали системи механічного упорскування палива K-Jetronic (нім.) і Mono-Jetronic (нім.) система щодо простої будови з безперервним уприскуванням палива (в КЕ-Jetronic і Mono-Jetronic вже використовувалася електроніка), а також розроблені власне VW системи упорскування Digijet (нім.) і Digifant (англ.) на двигуни об'ємом 1.3 і 1.8 літра відповідно. З 1984 р. випускаються дизельні і турбодизельні модифікації Golf з двигунами об'ємом 1,6 л потужністю від 54 до 80 к.с., що відрізняються прекрасною паливною економічністю.
Варто зауважити, що на передній решітці у різних модифікацій (GTi, G60, Fire and Ice, Carat і багатьох інших) присутні чотири фари, замість двох. Спочатку це була опція, яку міг замовити покупець, пізніше додаткові фари входили також і до складу певних комплектацій. В американській версії Гольфу, замість передніх круглих фар присутні дві квадратні фари, або прямокутні, як у моделі VW Jetta.
З кожним роком дизайнери вносили дрібні косметичні зміни, так, на новіших моделях присутні більш широкі молдинги, пластикові накладки на колісні арки, пластикові пороги, лінії передньої решітки стали більшими. Найзначніший рестайлінг модель зазнала в 1987 році, і з серпня 1987 р. у продаж почали надходити автомобілі 1988 модельного року, які відрізнялися, насамперед меншою кількістю горизонтальних ребер решітки радіатора, цільним склом передніх дверей і, відповідно, іншим розташуванням зовнішніх дзеркал (тепер встановлені біля переднього краю дверей). Тоді ж замість пріклееваемих молдінги стали встановлюватися на пістона, змінилася графіка шильдиків з найменуванням моделі. Крім зовнішніх змін, серйозної модернізації піддалася і чисто технічна частина автомобіля, так наприклад, зміни торкнулися передньої підвіски, електрообладнання. Починаючи з '90 року, почалися продажі VW Golf з об'ємними бамперами.
З 1988 року випускаються повнопривідні модифікації Syncro.
З роками розширювався список стандартного й додаткового обладнання. Так, в комплектацію Golf могли входити АКПП, ГУР, кондиціонер, литі колісні диски, зсувний люк з ручним або електроприводом, електроприводи склопідйомників, дзеркал, підігрів дзеркал, бортовий комп'ютер (фірмове позначення MFA), центральний замок, підсвічування макіяжного дзеркала, омивач фар, круїз-контроль, протитуманні фари, додаткові фари далекого світла, повністю електронний щиток приладів, сидіння з розвиненою бічною підтримкою від VAG Sport або Recaro, останні могли бути з електрорегулюванням, підігрів сидінь, велюрова або шкіряна оббивка сидінь, різні варіанти аудіосистем, ємності для дрібниць в салоні. Доповнювали різноманітність численні варіанти внутрішньої обробки і кольору кузова.
У 1992 році модель поступилася місцем Golf III.

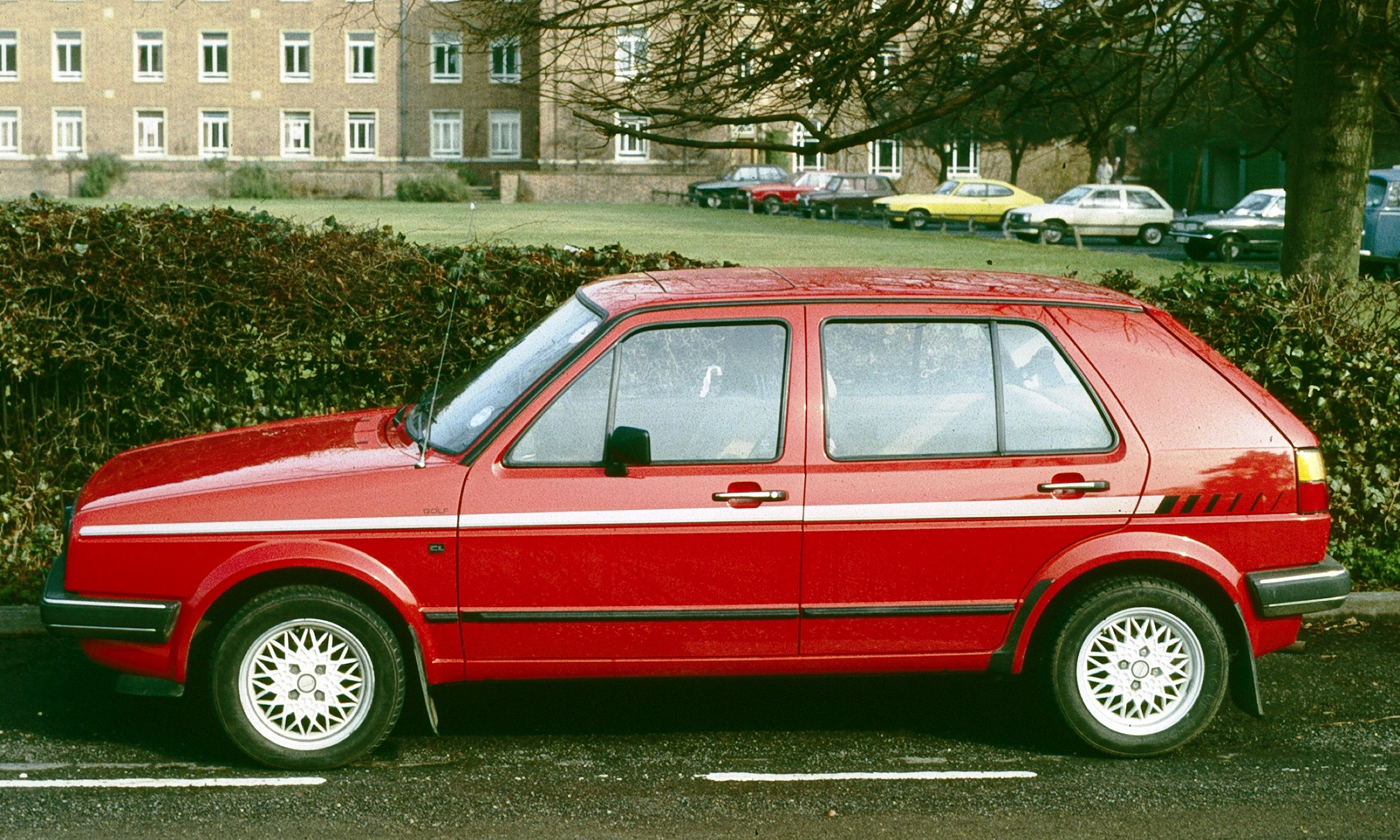
Volkswagen Golf II (1983-1987)
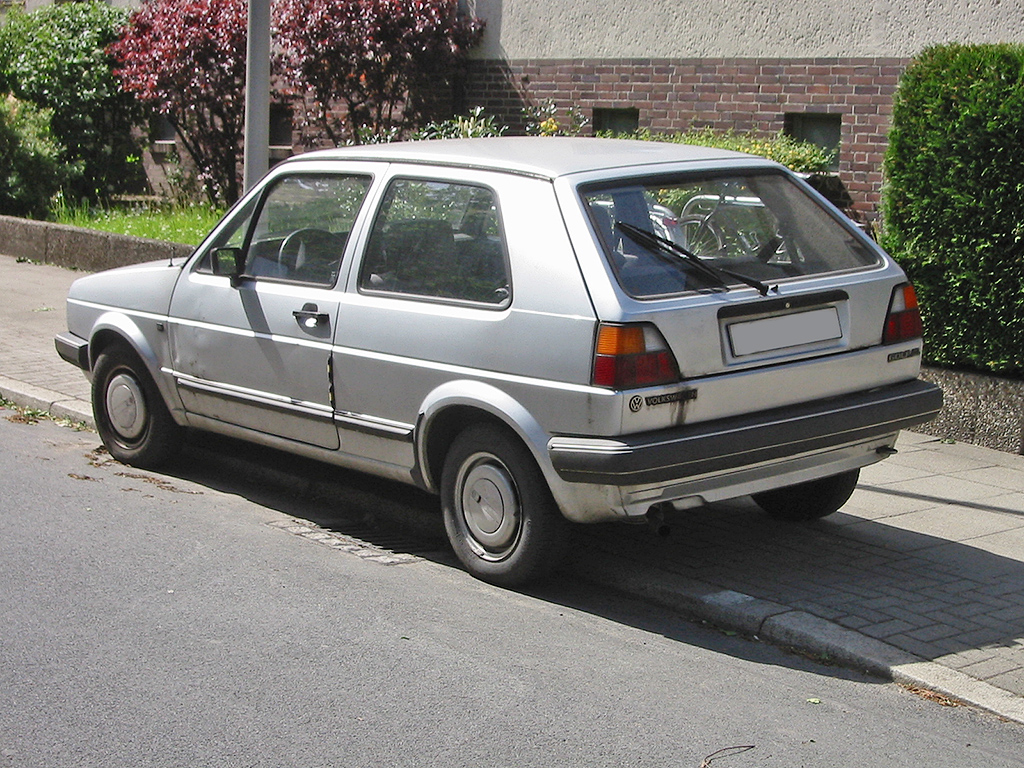
Volkswagen Golf II (1983-1987)
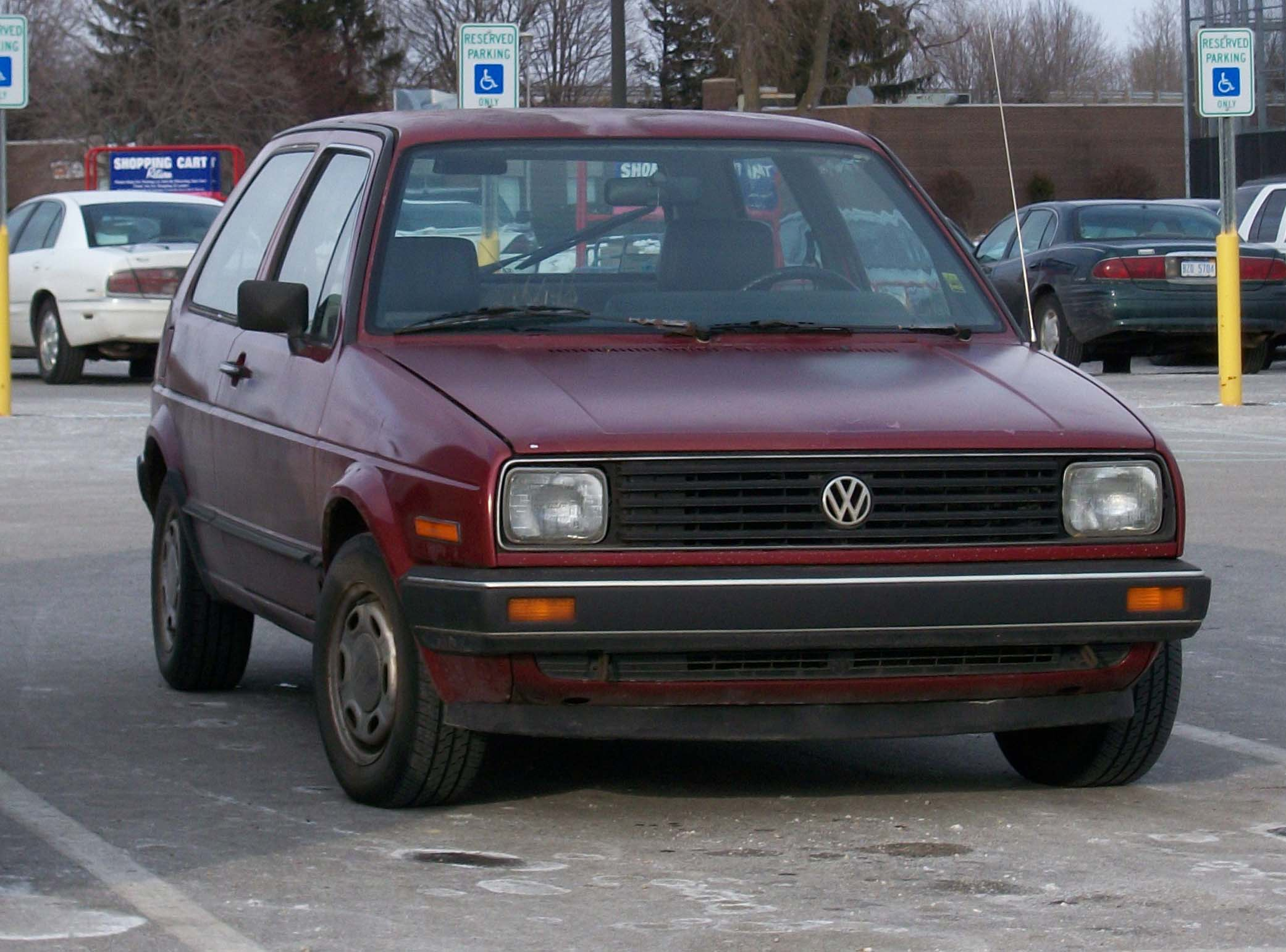
Volkswagen Golf II для ринку США (1983-1987)
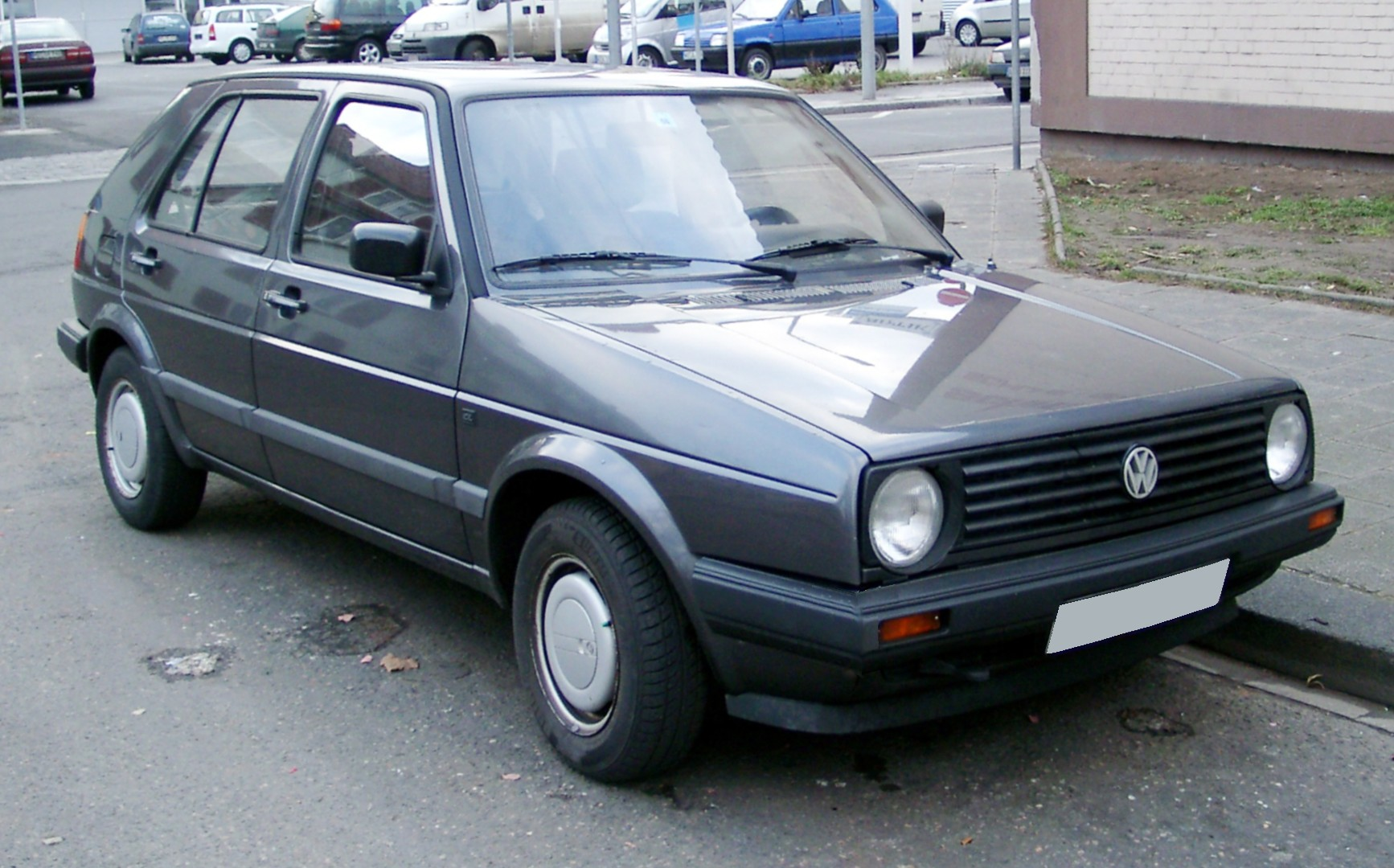
Volkswagen Golf II (1987-1989)
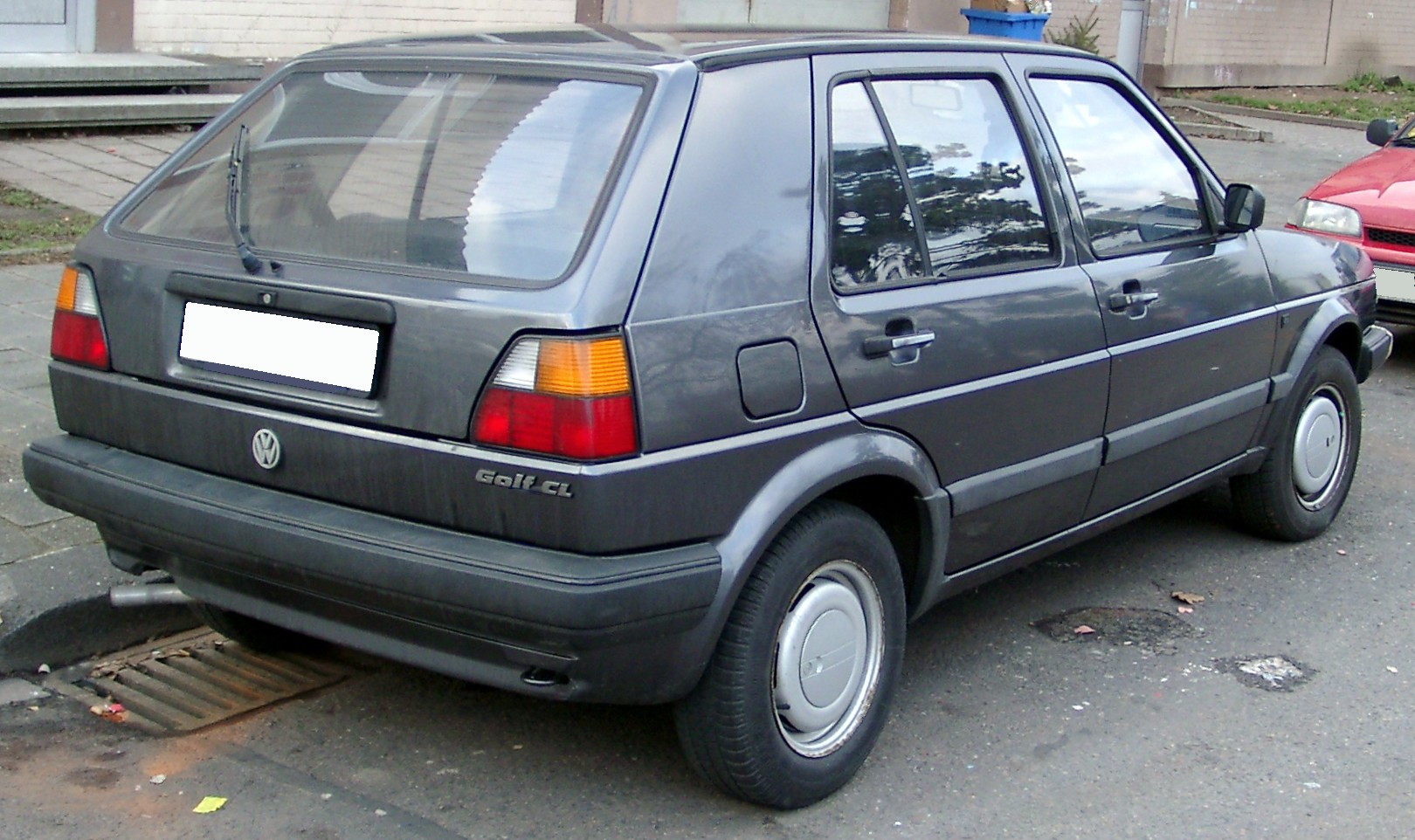
Volkswagen Golf II (1987-1989)
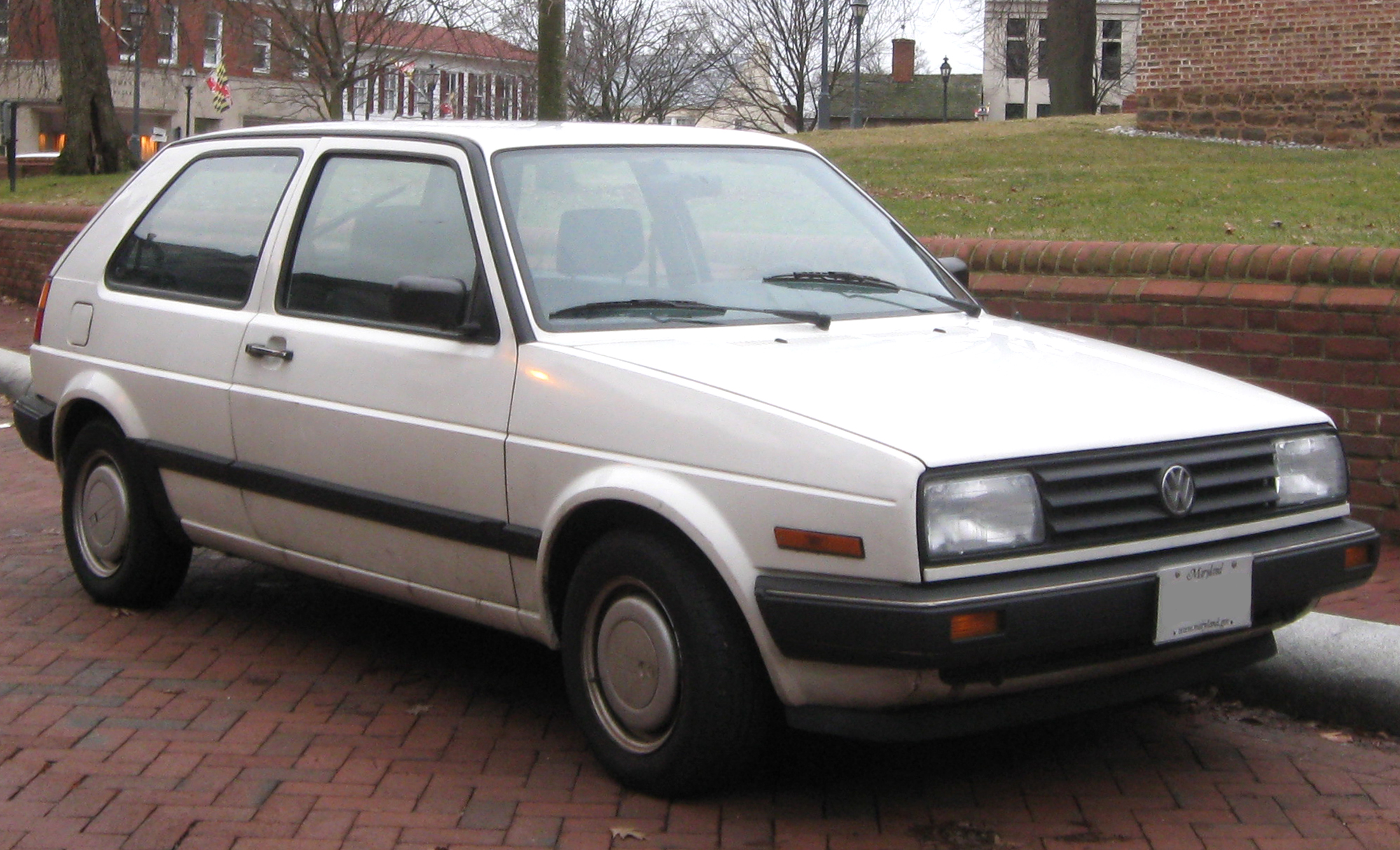
Volkswagen Golf II для ринку США (1987-1989)
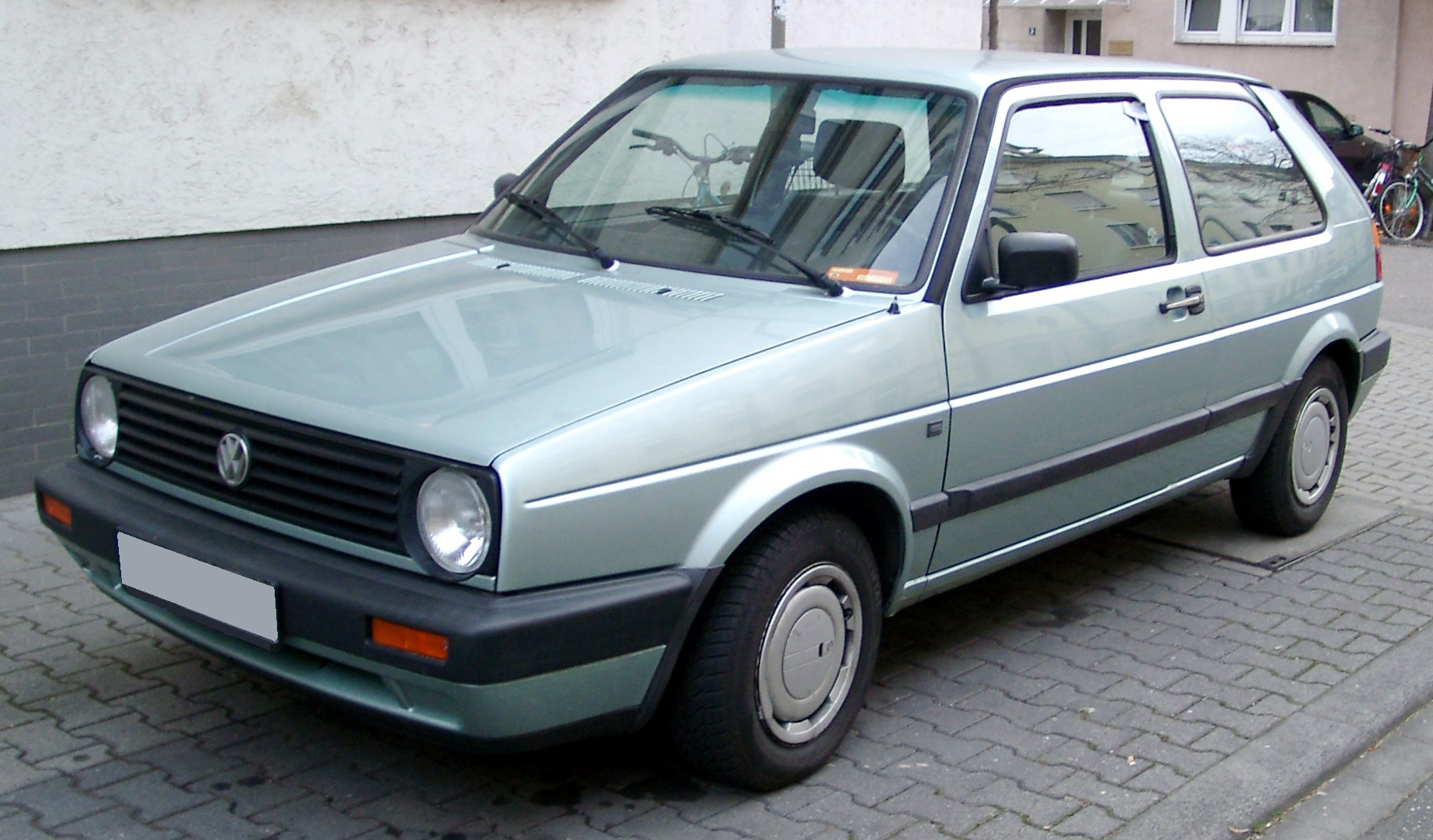
Volkswagen Golf II (1989-1992)
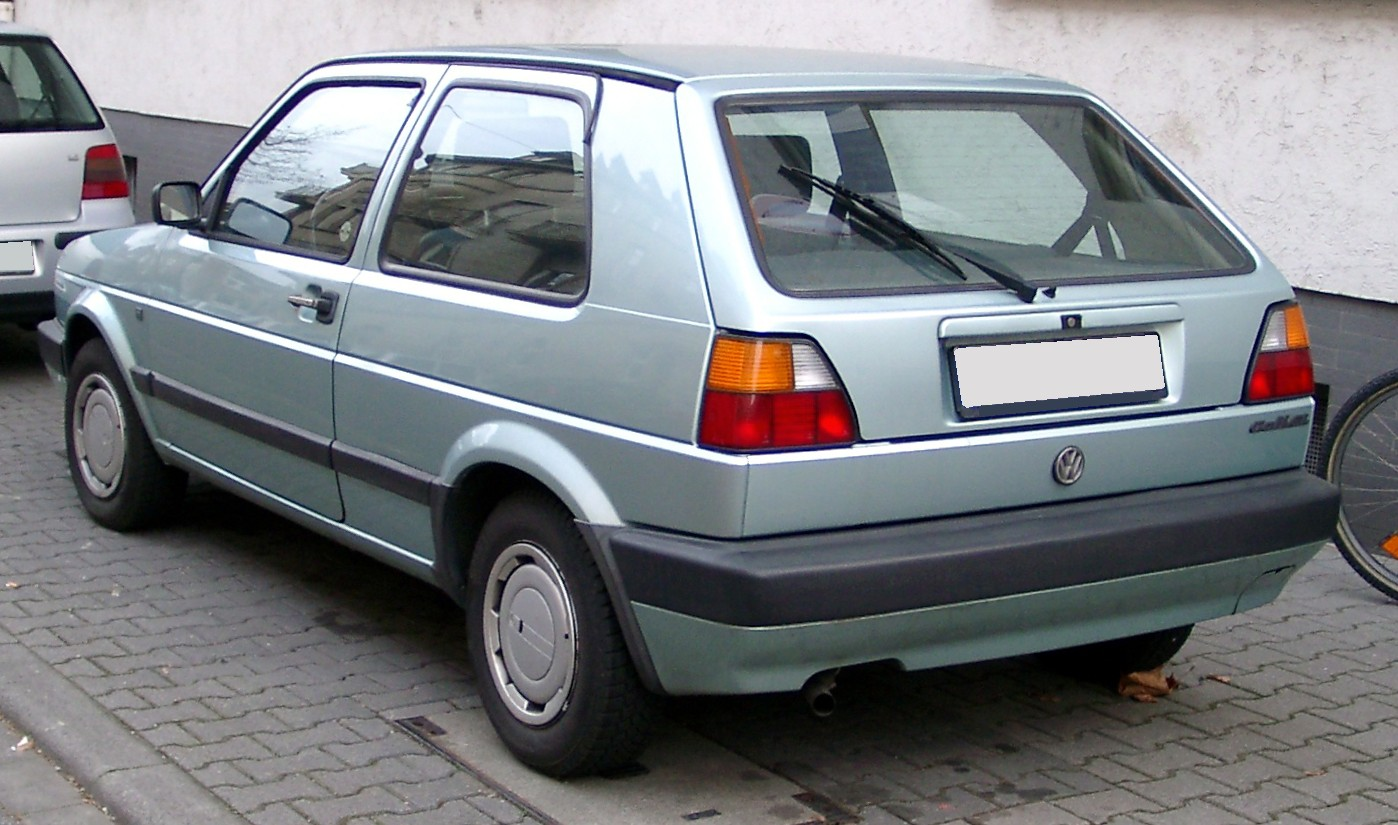
Volkswagen Golf II (1989-1992)
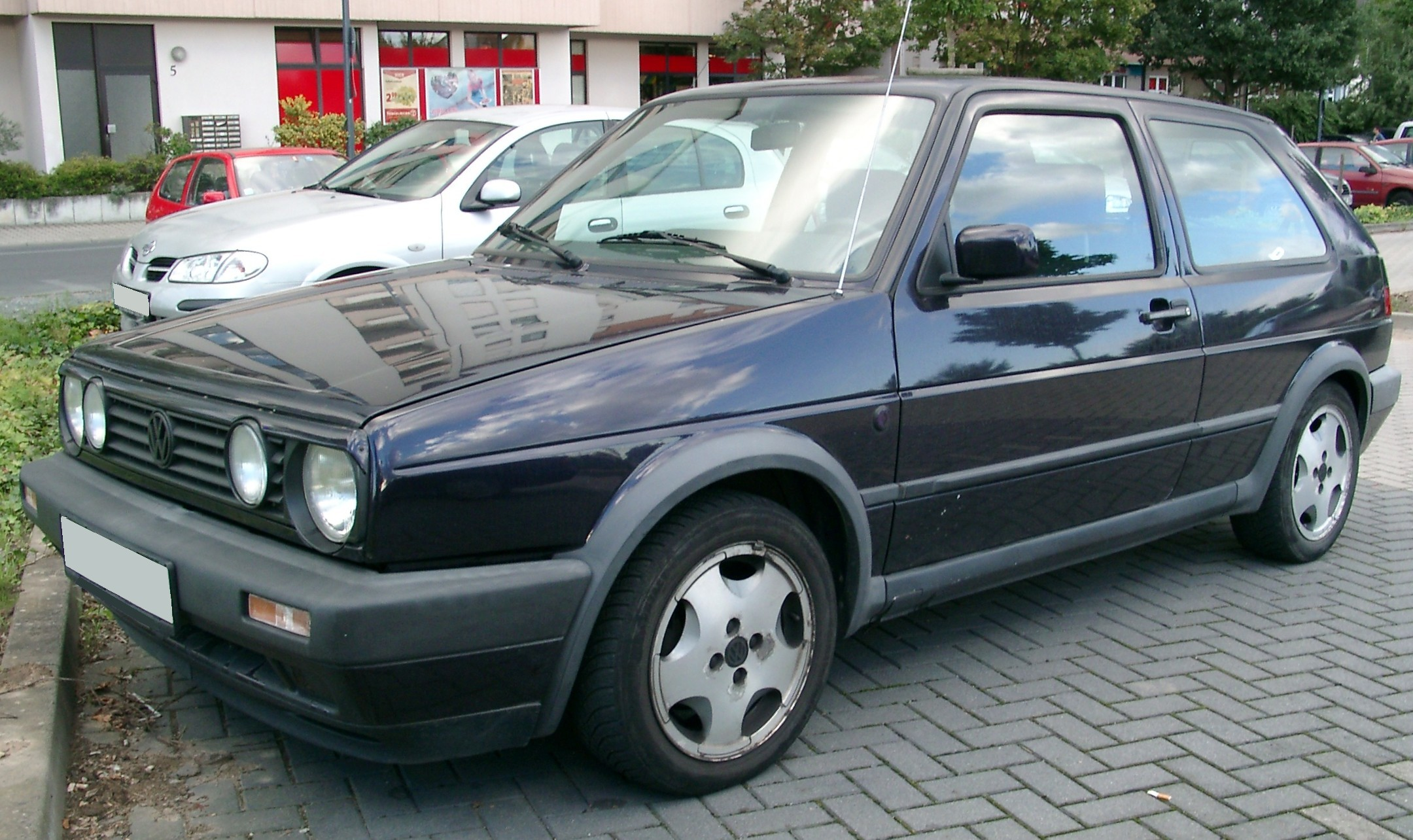
Volkswagen Golf II з чотирма фарами (1989-1992)
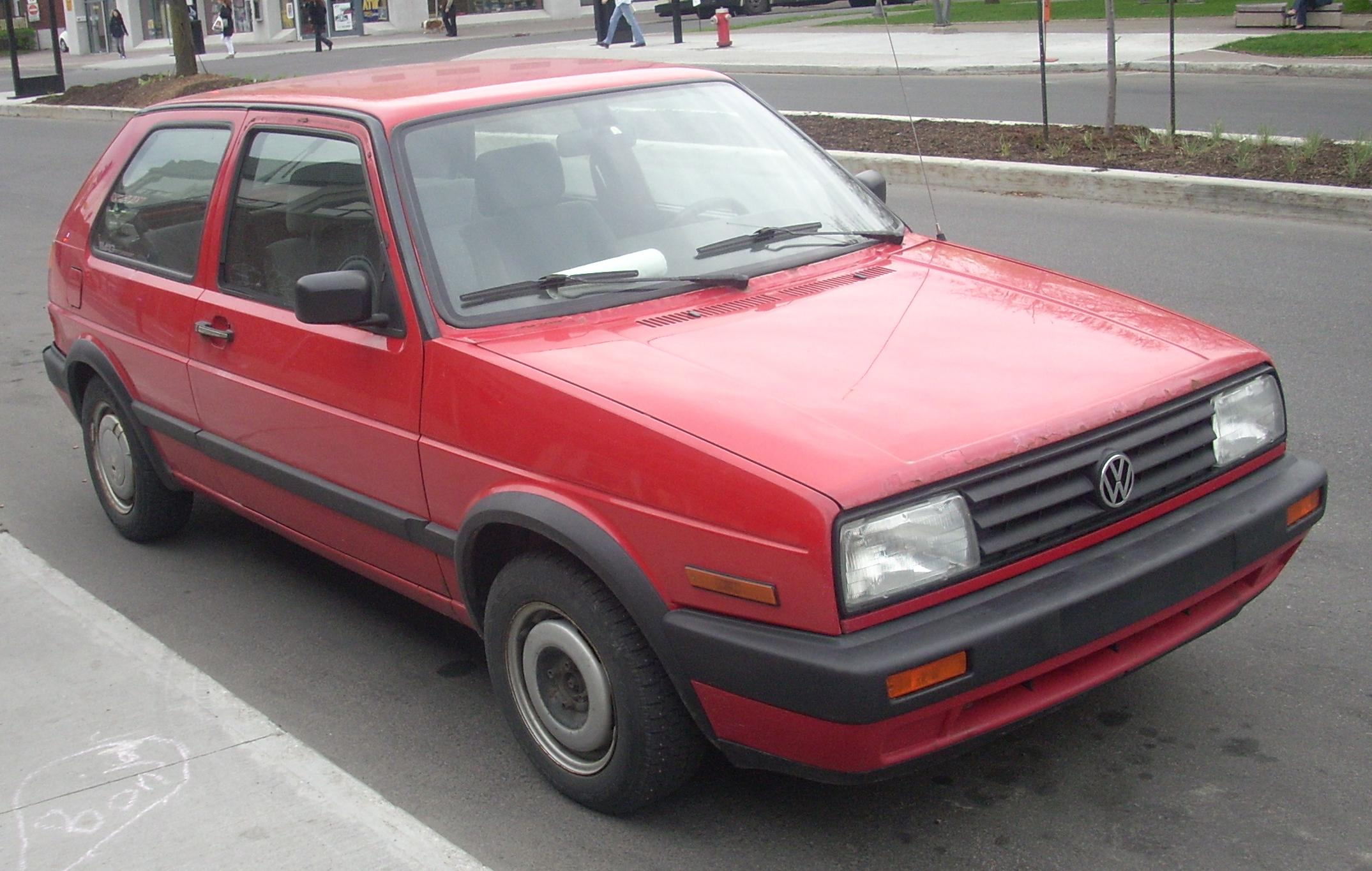
Volkswagen Golf II для ринку США (1990-1992)
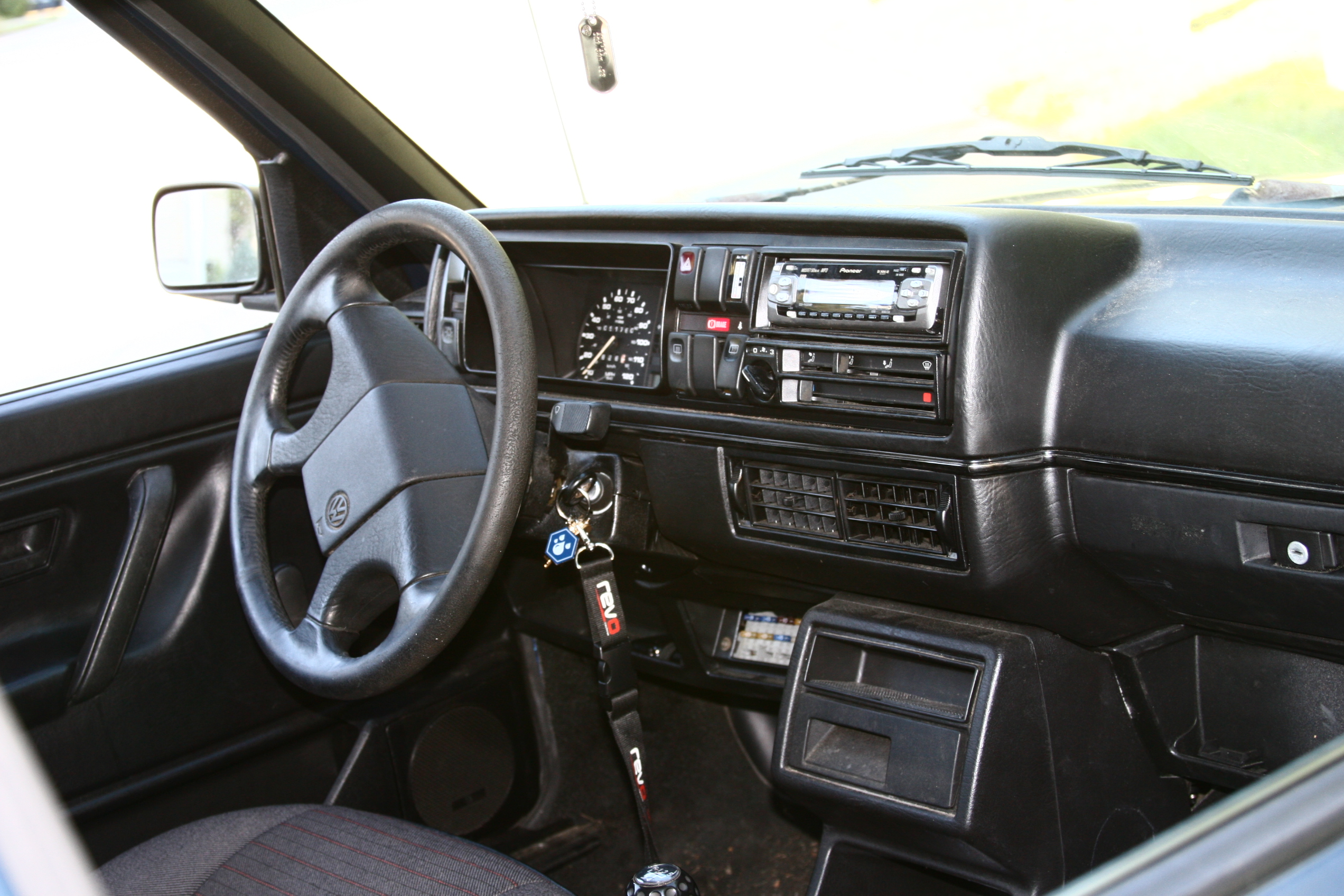
салон Volkswagen Golf II
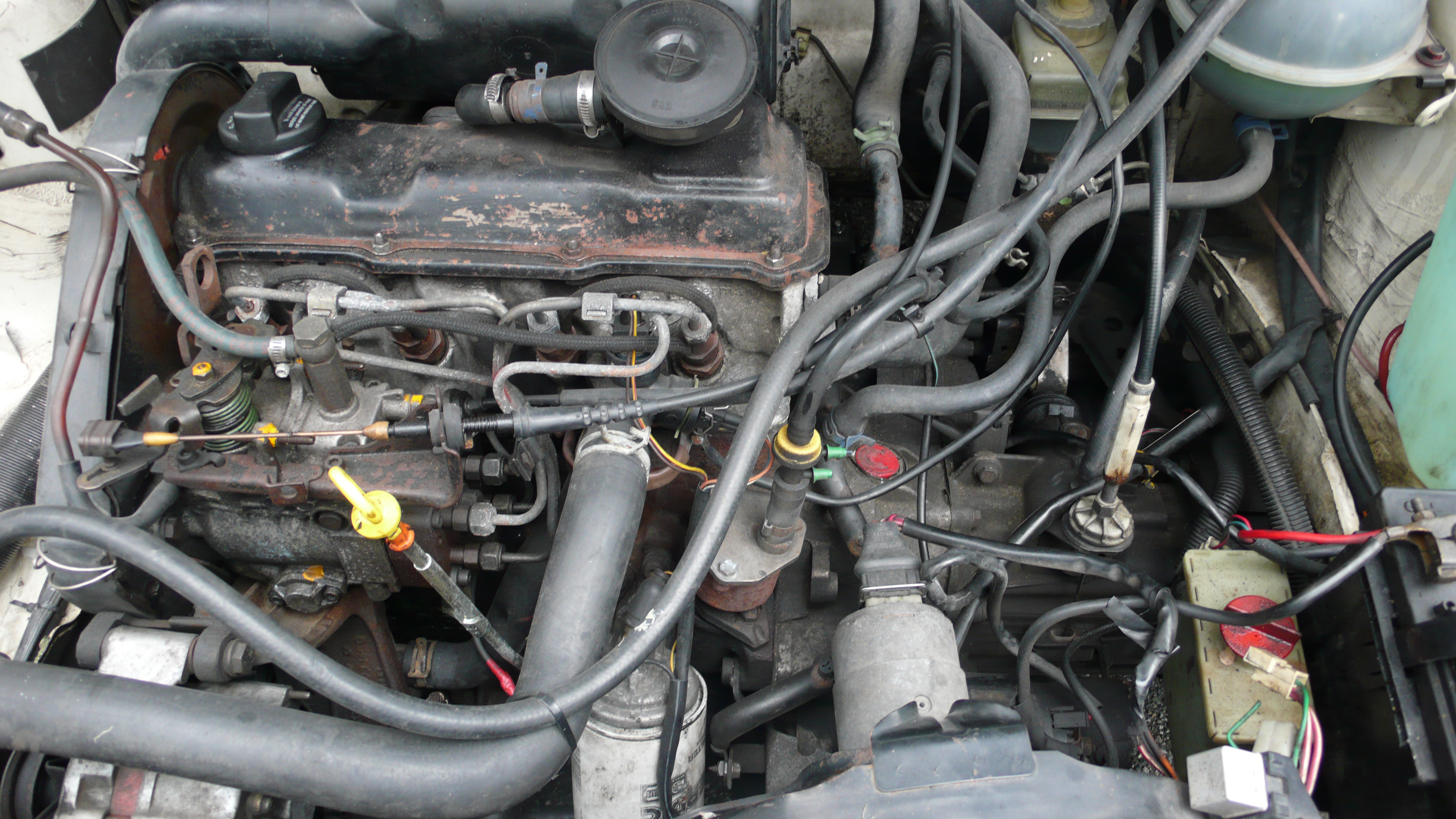
Volkswagen Golf II 1.6 л Diesel

## Golf GTI і GTI 16V

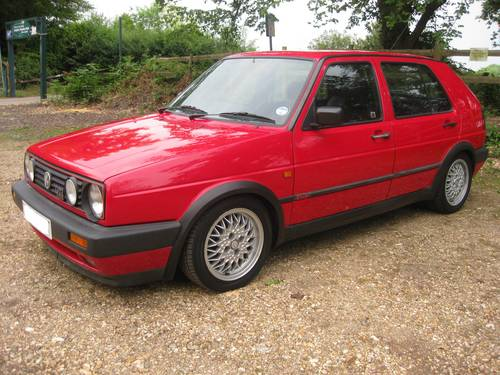
Volkswagen Golf II GTI 16V (1990–1992)

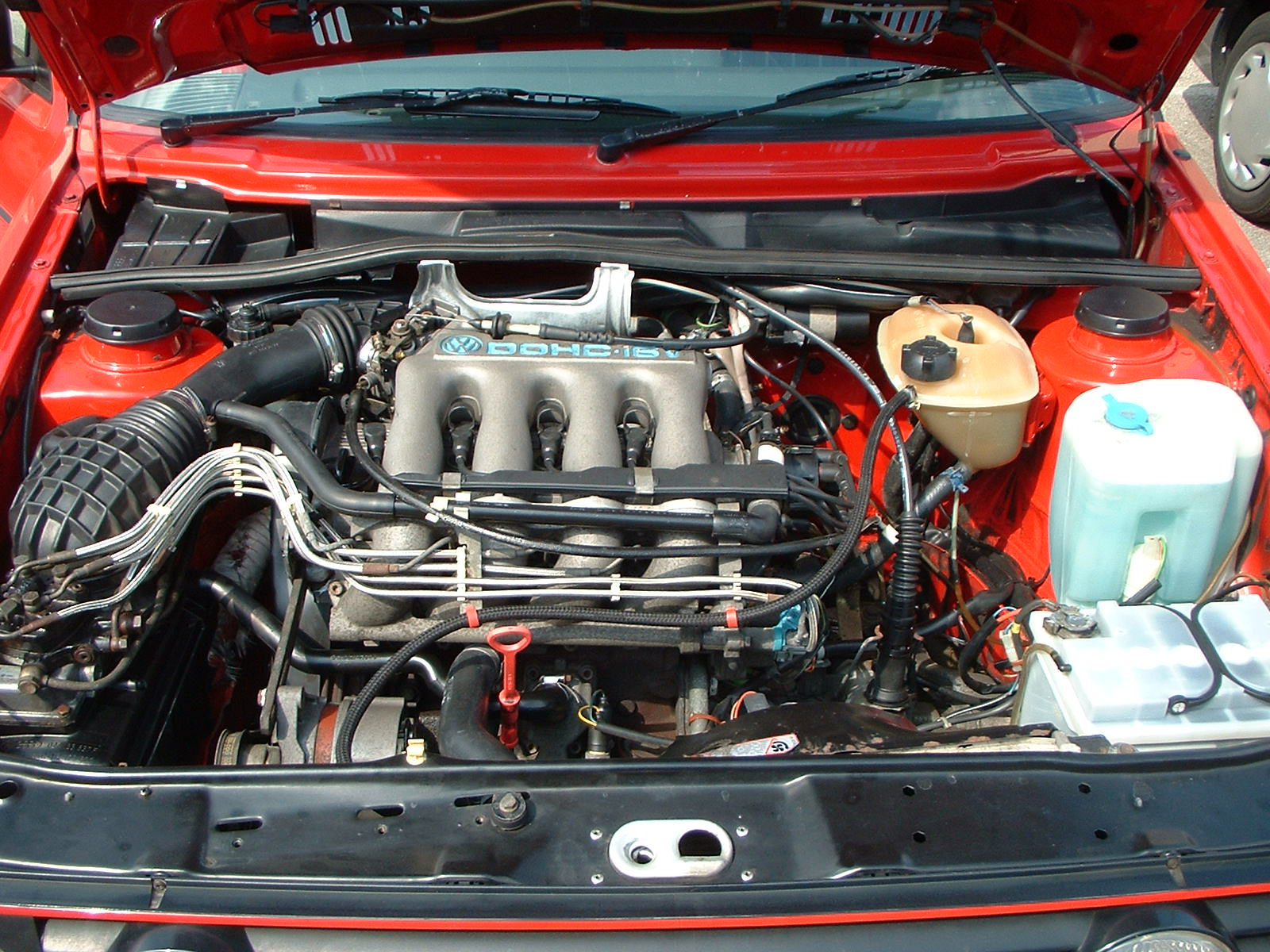
двигун Volkswagen Golf II GTI 16V

Починаючи з січня 1984 року випускається модифікація GTI з 8-клапанним двигуном об'ємом 1,8 EV літра потужністю 112 к.с., в 1985 році гаму розширює легендарний 1,8 л GTI 16V (139 к.с.), який до цього дня вважається найкращою модифікацією Golf GTI всіх часів. Приблизно тоді ж з'являються версії з каталізаторами, їх потужність становить 107 і 129 к.с. відповідно.

## Golf G60

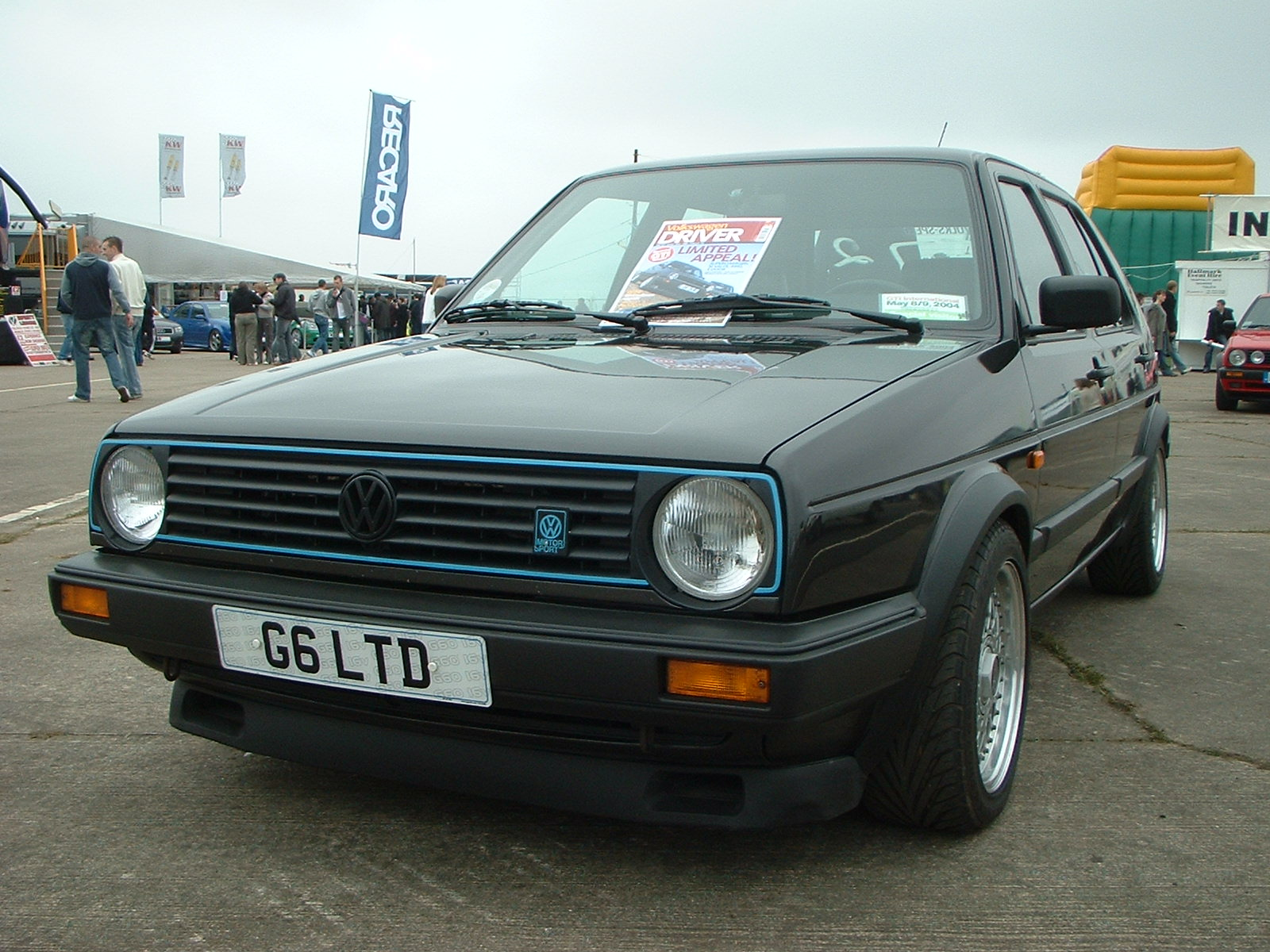
Volkswagen Golf II G60 Limited 1989

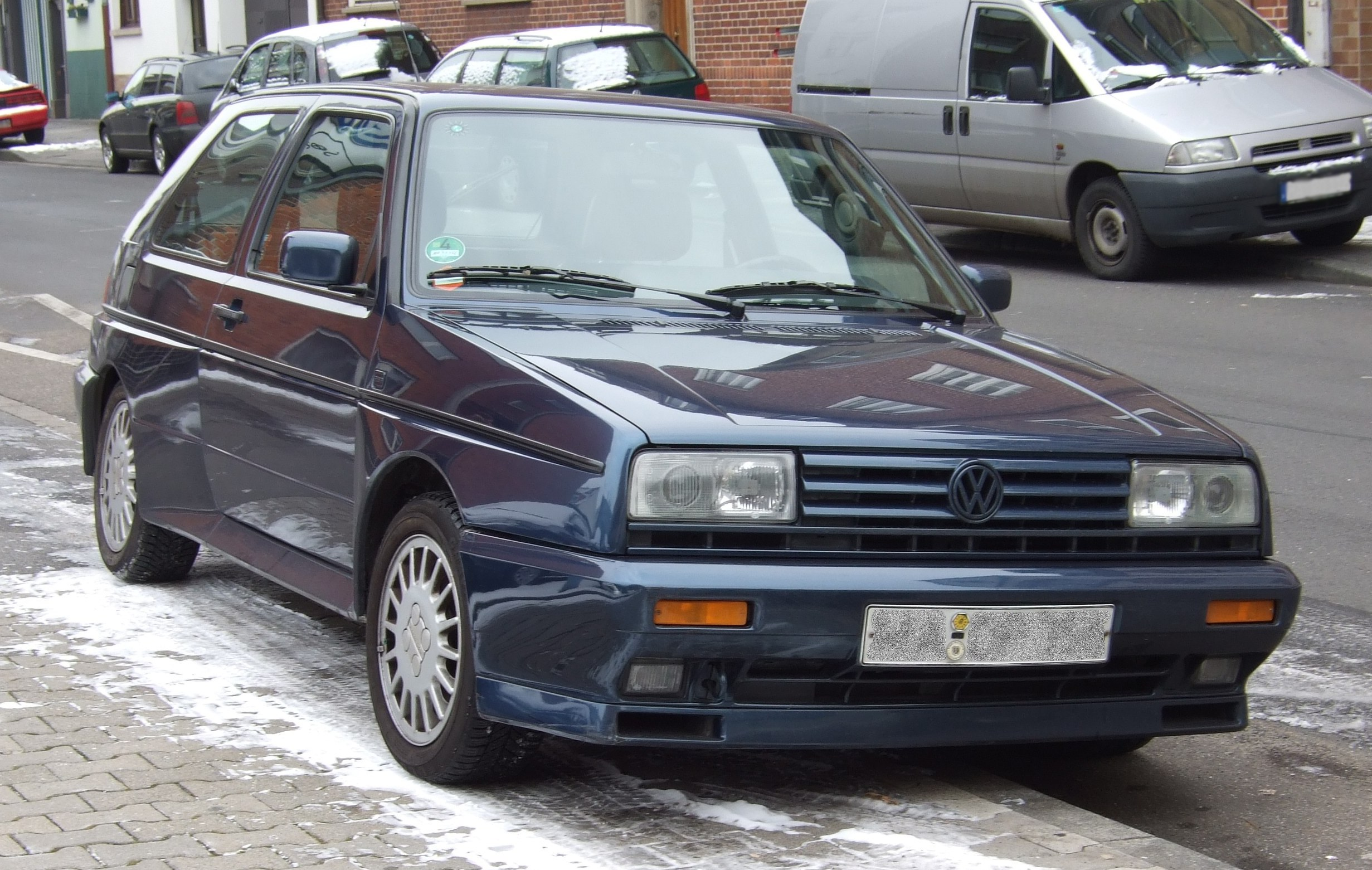
Volkswagen Rally Golf (1989–1991)

В кінці 80-х VW експериментує з механічним наддувом. У результаті цього двигун 1,8 л з нагнітачем G60 (160 к.с.) з'являється і під капотом Golf. Практично одночасно випускається повнопривідна версія G60 Syncro. А в ознаменування ралійних перемог VW Golf підготовлена до випуску обмежена серія з 5000 примірників Golf Rally, технічно ідентична G60 Syncro, але з розширеними колісними арками, іншою передньою світлотехнікою, ґратами радіатора і бамперами. Нарешті замикає лінійку Golf II підготовлена VW Motorsport модифікація Golf Limited з двигуном об'ємом 1,8 л і потужністю 210 к.с. з нагнітачем G60 і 16-клапанною головкою блоку циліндрів.

## Golf Country

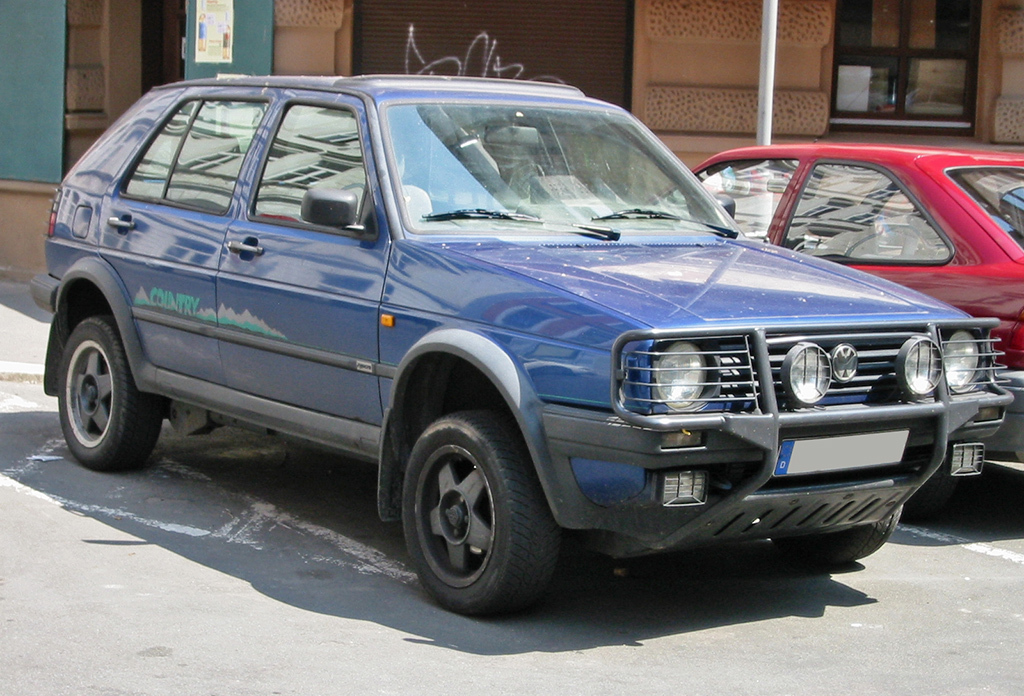
Volkswagen Golf Country (1990–1992)

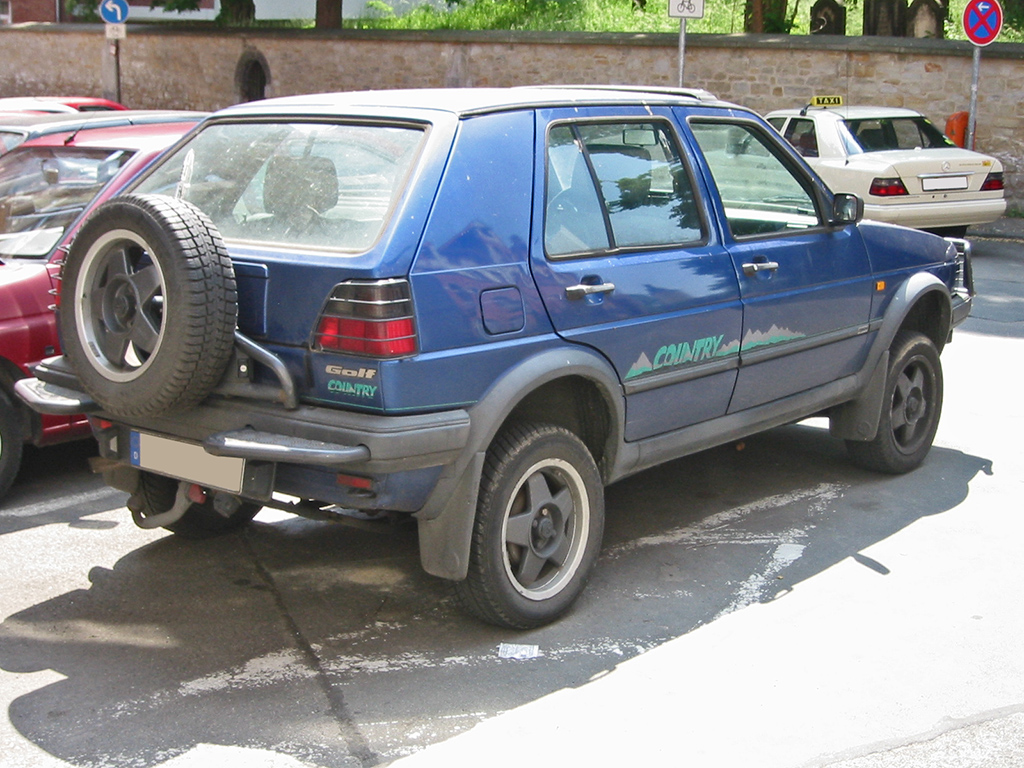
Volkswagen Golf Country (1990–1992)

Трохи особняком стоїть модель Golf Country — практично самостійна модель, яка випускалася всього 2 роки (з 1990 до 1992 р.). В автомобілі кузов і агрегати повноприводної модифікації Golf Syncro встановлені на лонжеронній рамі, завдяки чому автомобіль має дорожній просвіт 225 мм, при цьому, як і Syncro, має в своєму розпорядженні віскомуфту у приводі задньої осі, яка при виникненні пробуксовування передніх коліс перерозподіляє крутний момент двигуна на задні. Принцип роботи віскомуфти наступний: в ній знаходяться два пакети пластин, один з яких пов'язаний з переднім мостом, а другий — із заднім. Усередині муфти залита силіконова рідина, в'язкість якої підвищується при підвищенні температури. При відсутності різниці в числі оборотів пластин малов'язка холодна рідина перерозподіляє на задні колеса тільки 25% крутного моменту (75% залишається на передніх колесах). При появі різниці в оборотах пластин, що відбувається при пробуксовуванні передніх коліс, диски починають прослизати відносно один одного. У результаті виникає тертя рідина нагрівається, її в'язкість підвищується, а муфта блокується. Так, крутний момент між колесами передньої і задньої осі в екстремальних дорожніх умовах перерозподіляється в пропорції 50:50.
Дана модифікація збиралася на заводі фірми Steyr в місті Грац (Австрія), там же робили Mercedes-Benz G-Клас. Через високу ціну модель не набула широкого попиту, випущено всього трохи більше 7000 шт.
У стандартній комплектації позашляховик устатковувався захисною дугою попереду з двома парами протитуманними фарами, «запаскою» на кришці багажника і підніжками, встановленими на задньому бампері.